# Wakkerendijk 36
Wakkerendijk 36 is een gemeentelijk monument aan de Wakkerendijk in Eemnes in de provincie Utrecht. 
Rond 1850 was in het pand de smederij van Hendrik Perier gevestigd. De zuidgevel is voorzien van een plint. Het dak is gedekt met rode Hollandse dakpannen. In de muren zijn ankers aangebracht om de inwendige houtconstructie te versterken. De van roeden voorziene vensters hebben halve luiken.